# ولا يهمك (ألبوم)
ولا يهمك هو الألبوم الأول للمطربة التونسية شيماء هلالي تم إنتاجه وتوزيعه من قبل شركة ميلودي وذلك عام 2013.

## الأغاني
الألبوم مكون من 11 أغنية.
- أنا حبيبته
- أمتى نسيتك
- أول مرة في حياتي
- تدلل على عيني
- في يوم
- هكا
- حالي تمام
- يا نهار
- يا دبلة الخطوبة
- لا مو طبيعي
- حلالي في يوم